# Medipolis SC Iéna
Pour les articles homonymes, voir Iéna (homonymie).
Le Medipolis SC Iéna est un club allemand de basket-ball issu de la ville de Iéna.

## Historique

Logo de 2006 à 2007

## Palmarès

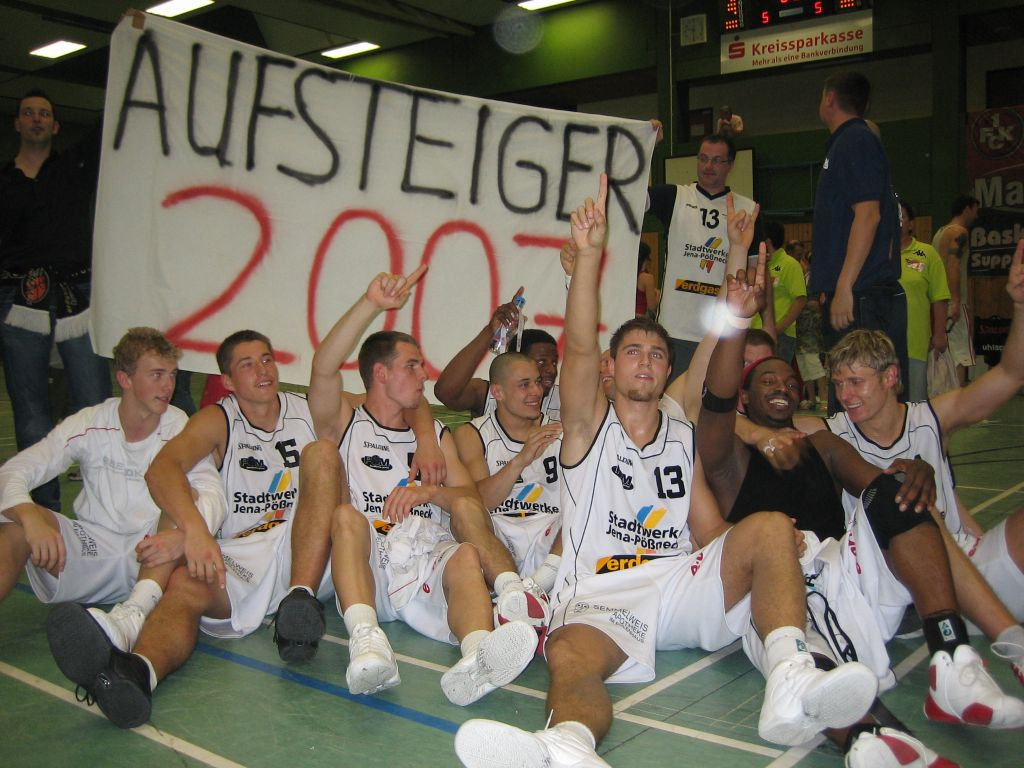
2006-2007

## Personnalités et joueurs du club

### Entraîneurs successifs
Le tableau suivant présente la liste des entraîneurs du club depuis 2009.
| Rang | Nom           | Période         |
| ---- | ------------- | --------------- |
| 1    | Palmer        | ????-2002       |
| 2    | Frank Menz    | 2002-2006       |
| 3    | Björn Harmsen | 2006-févr. 2008 |

| Rang | Nom           | Période         |
| ---- | ------------- | --------------- |
| 4    | / Sean McCaw  | Févr. 2008-2009 |
| 5    | Tino Stumpf   | 2009-déc. 2009  |
| 6    | Georg Eichler | Déc. 2009-2010  |

| Rang | Nom           | Période        |
| ---- | ------------- | -------------- |
| 7    | Tino Stumpf   | 2010-mars 2011 |
| 8    | Georg Eichler | Mars 2011-2013 |
| 9    | Björn Harmsen | 2013-          |

### Joueurs emblématiques
- Guido Grünheid
- Sebastian Machowski
- Johannes Voigtmann
- Immanuel McElroy
- Austen Rowland
- Mark Davis
- Filiberto Rivera